# Weense bekken
Het Weense bekken (Duits: Wiener Becken, Tsjechisch: Vídeňská pánev, Slowaaks: Viedenská kotlina, Sloveens: Dunajska kotlina) is een sedimentaire vlakte tussen de Alpen en de Karpaten. Meer dan 50% van het Weense bekken is gelegen in Neder-Oostenrijk, de rest ligt in Wenen, Tsjechië en Slowakije.

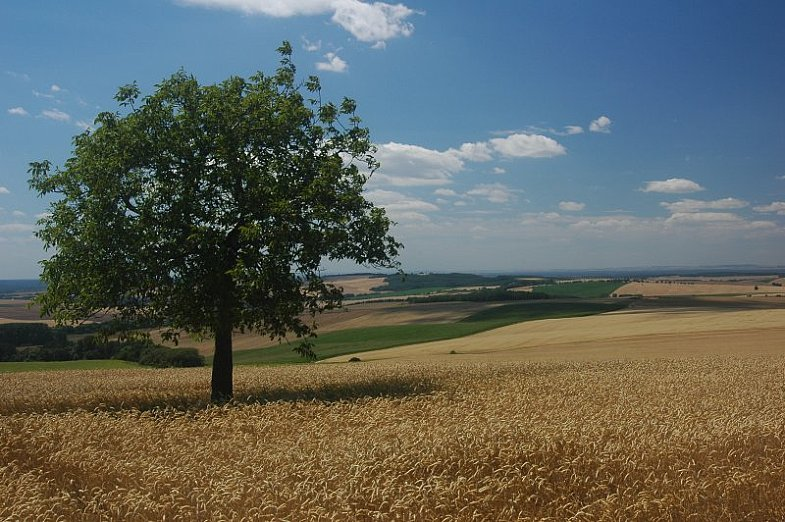
Heuvels van Chvojnice in Slowakije

De streek heeft de vorm van een spintol met een oppervlakte van 50 km bij 200 km. Het geheel vormt een vallei die verdedigbaar is tegen aanvallen vanuit de benedenloop van de Donau in Hongarije.
Delen:
- het eigenlijke Weense bekken. Het Tsjechische deel wordt Dolnomoravský úval (lage Moravische vallei) genoemd, terwijl het Slowaakse deel Borská nížina (Bor-vlakte) genoemd wordt,
- Marchfeld in Oostenrijk,
- Leithagebergte (Leitha-Gebirge) in Oostenrijk,
- heuvels van Chvojnice (Chvojnická pahorkatina) in Slowakije.

De Bor-vlakte en de heuvels van Chvojnice zijn ook bekend als de Záhorská nížina (vlakte van Záhorie).
De formaties van het Weense bekken zijn gevormd uit sedimentair gesteente, afgezet in het neogeen.